# Edward Milford
Edward Milford (10 décembre 1894 – 10 juin 1972) est un major général de l'Australian Army qui a participé à la Première Guerre mondiale et à la Seconde Guerre mondiale. Milford est diplômé du collège militaire royal de Duntroon en 1915. Lieutenant dans la Première force impériale australienne, il sert dans l'artillerie de campagne de la 2e division australienne lors de la Première Guerre mondiale. Demeurant dans l'armée dans l'entre-deux-guerres, il occupe un certain nombre d'affectations dans l'artillerie en Australie et en Angleterre. Au début de la Seconde Guerre mondiale, il est nommé Master-General of the Ordnance dans l'artillerie. Il commande plus tard, la 5e division d'infanterie, puis la 7e division d'infanterie au cours des campagnes de Nouvelle-Guinée et de Bornéo. Il accepte la reddition des forces japonaises du Kalimantan le 8 septembre 1945. Il prend sa retraite de l'armée en 1948 et meurt en 1972 à l'âge de 77 ans.

## Jeunesse et début de carrière

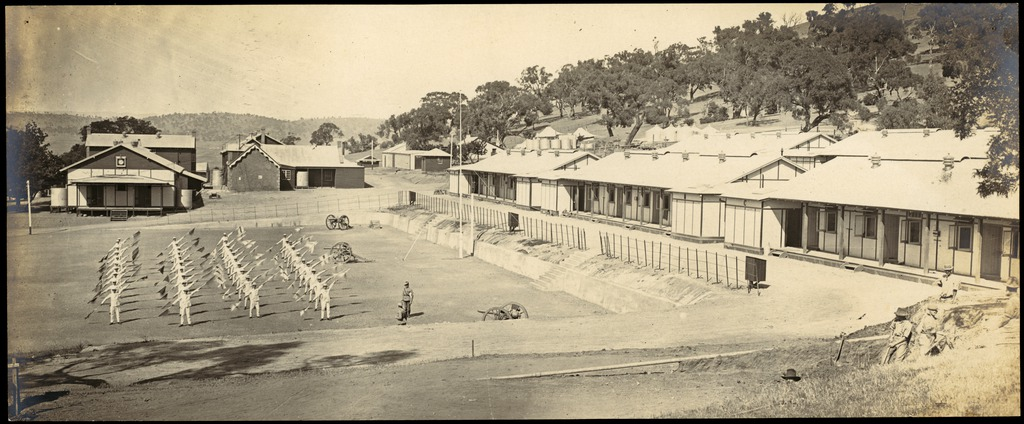
Des cadets à l'entraînement au collège militaire royal de Duntroon en vers 1910.

Edward Milford est né le 10 décembre 1894 à Prahran dans la banlieue de Melbourne en Australie. Il est le troisième fils de James Emery Milford, un pharmacien qui est venu s'installer depuis l’Angleterre en Australie en 1885, et de Mary Sophia Gibbon. Entre 1908 et 1912, il suit des cours au Wesley College (Victoria) (en), puis en 1913, encouragé par le directeur de cet établissement, il entre au collège militaire royal de Duntroon. Il en sort diplômé en 1915,.
Après sa sortie de Duntroon en 1915, Milford est affecté à la 4e brigade d'artillerie de campagne, 2e division comme lieutenant dans la Première force impériale australienne (Australian Imperial Force - AIF). Il sert d'abord dans le Moyen-Orient, avant de rejoindre le front occidental en mars 1916. Il est blessé en septembre 1917, date à laquelle il est promu major. Ses blessures sont telles qu'il doit être évacué en Angleterre pour être soigné. Après son rétablissement, il retrouve la 4e brigade d'artillerie. En février 1918 il prend le commandement de la 11e batterie. Pour son action à ce poste lors des opérations dans la Somme et à la bataille d'Amiens, il reçoit l'Ordre du Service distingué ainsi que la Citation militaire britannique,.
Après la guerre, Milford occupe des postes de formation dans l'artillerie en Angleterre, c'est également à cette époque qu'il se marie. Puis, Il est affecté à divers postes dans l'artillerie en Angleterre et en Australie, et fréquente le Staff College, Camberley (en). Il occupe un certain temps le poste de président du Comité des ressources consacré au « matériel, magasins généraux et vêtements »,. Lorsque la Seconde Guerre mondiale éclate, il est directeur de l'artillerie au quartier général de l'Australian Army à Melbourne, un poste qu'il occupe durant quatre ans.

## Seconde Guerre mondiale
En mars 1940, Milford est affecté à la 7e division qui vient d'être créée en tant que commandant de l'artillerie de la division, en même temps que de nombreux officiers issus de l'Australian Staff Corps (en) affectés à la division. Il rejoint le Moyen-Orient en octobre, mais il n'y reste que quelques semaines avant d'être rappelé en Australie en janvier 1941 afin de prendre le poste de Master-General of the Ordnance. Il est également promu major-général à titre temporaire, le premier diplômé Duntroon  à atteindre le grade de général. À ce poste, il est chargé de la coordination entre fabricants privés et gouvernementaux afin de fournir un soutien logistique aux soldats australien en Australie et à l'étranger. Il participe également au comité chargé d'examiner des besoins d'approvisionnement de chacun des services et les ressources disponibles, ainsi que le développement de nouvelles armes. Lorsque le pistolet-mitrailleur Owen Mk 1, conçu et fabriqué en Australie, est porté à son attention, il favorise d'abord l'utilisation du Sten, même si ce dernier s'est avérée moins fiable que l'Owen.

### Campagne de Nouvelle-Guinée

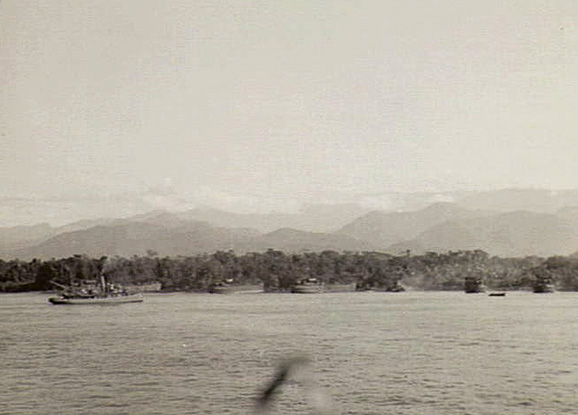
Le 4 septembre 1943. La 9e division australienne débarque à l'est de Lae.

En 1942, Milford est nommé commandant de la 5e division d'infanterie, alors basée dans le Queensland et qui est destinée à mener des opérations contre l'empire du Japon. Le 14 janvier 1943, il débarque avec des éléments de sa division dans la baie de Milne sur la pointe orientale de la Nouvelle-Guinée, et commence les opérations à proximité de l'île de Goodenough. L'île vient d'être reprise aux mains des Japonais, mais seule une petite garnison australienne est présente pour se prémunir d'une contre-attaque. Des bâtiments fictifs et des fortifications sont construits pour donner aux Japonais l'impression que la présence australienne sur Goodenough est plus grande qu'elle ne l'est en réalité afin de les dissuader de reprendre l'île. En avril, la menace japonaise contre Goodenough s'efface et une piste d’atterrissage est construite.
À la fin août 1943, la 5e division se déplace vers la province de Morobe en Nouvelle-Guinée pour relayer la 3e division d'infanterie afin de participer à la campagne de Salamaua-Lae. Milford est chargé de poursuivre les opérations d'offensives contre les Japonais autour de Salamaua afin de les détourner de leur base située à proximité de la ville de Lae. De son côté, après avoir débarqué à l'est de Lae le 4 septembre, la 9e division commence son attaque et entame un mouvement d'encerclement. La 5e division manœuvre pour prendre Salamaua, qui finit par tomber aux mains des Australiens le 11 septembre.
Salamaua est initialement destinée à devenir une grande base pour les forces alliées dans la région, mais quand le lieutenant-général Edmund Herring inspecte la zone immédiatement après sa capture, cette dernière n'est pas jugée appropriée. Au lieu de cela, Herring ordonne à Milford d'établir la base à Lae qui vient également de tomber. Milford supervise la construction des routes et des dépôts d'approvisionnement de la « Lae Fortress » jusqu'au 3 novembre, quand il est affecté à l'état-major de la New Guinea Force (NGF). Il est également recommandé pour une nomination en tant que commandant de l'Ordre de l'Empire britannique pour son commandement à Lae.

### Campagne de Bornéo

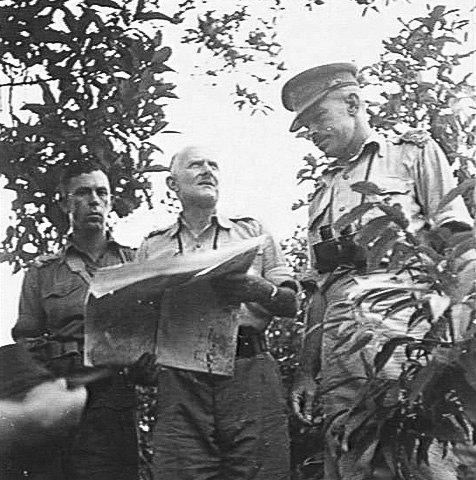
Milford (centre) avec le commandant de la 25e brigade d'infanterie, le brigadier Kenneth Eather (à droite), lors de l'opération Oboe Two, le 4 juillet 1945.

En juillet 1944, il succède à son ami (et camarade de classe de Duntroon), le major-général George Alan Vasey comme commandant de la 7e division. Cette dernière est au repos en Australie depuis son retrait au début de 1944 de Nouvelle-Guinée après la campagne de la vallée du Ramu et des monts Finisterre, qui a suivi la prise de Lae.
Au début de 1945, la planification est en cours pour l'opération Oboe Two, un assaut amphibie pour capturer Balikpapan à Bornéo. La 9e division est initialement désigné pour l'opération, mais en avril il est décidé d'utiliser la 7e division à la place. Elle embarque à Cairns pour rejoindre Morotai, où l'assaut doit être préparé. L'opération Oboe Two doit être le la plus grande opération amphibie monté par l'armée australienne. En dépit de l'opposition des commandants des forces navales américaines fournissant un soutien pour l'opération, Milford décide de débarquer ses forces à Klandasan, dans la banlieue sud de Balikpapan qui, bien que fortement défendue, a des plages plus appropriées pour débarquer des troupes. En débarquant à Klandasan, Milford espère disposer de l'effet de surprise, tandis que l'appui feu de la marine américaine aiderait à contrer les défenses côtières japonaises. La bataille de Balikpapan commence le 1er juillet avec un barrage naval sur la zone de débarquement, également soutenu par les bombardiers de la Royal Australian Air Force. La division procède au débarquement relativement sans opposition en milieu de matinée. À 13 heures, la tête de pont est sécurisée et Milford, avec les généraux Douglas MacArthur et Leslie Morshead inspecte la zone. À ce stade, la fin de la guerre étant proche et plutôt que de risquer inutilement la vie des soldats, l'artillerie de la division est utilisée de manière intensive. Le 21 juillet, Balikpapan est sécurisée et les japonais se retirent à l'intérieur de Bornéo. Milford ordonne l'arrêt de l'offensive et demande à ses forces périphériques de maintenir leur position, concluant ainsi une opération réussie.
Le 15 août 1945, l'Empire japonais capitule, à la suite de quoi, Milford reçoit la reddition du commandant des forces japonaises au Kalimantan, qui comptent environ 8 500 soldats. Le 8 septembre, Milford participe à cérémonie de la reddition du gouverneur militaire japonais de la région, le vice-amiral Michiaki Kamada à bord du HMAS Burdekin qui est ancré au large de la côte du Kalimantan.

## Fin de vie
Milford demeure commandant de la 7e division, ainsi que la force d'occupation Morotai jusqu'en mars 1946. Le 11 mars, Il retourne à Melbourne, en remplacement du major-général John Chapman (general) (en) comme Deputy Chief of Army (Australia) (en). En mai, il est nommé adjudant-général. Il prend sa retraite le 23 avril 1948 en raison d'une mauvaise santé et d'un mauvais diagnostic de cancer de la prostate. En 1946, il est recommandé pour être nommé Compagnon de l'Ordre du Bain pour son commandement lors de l'opération Oboe Two. Milford meurt à Macleod (Victoria), le 10 juin 1972.